# Bajanmönh járás
Bajanmönh járás (mongol nyelven: Баянмөнх сум) Mongólia Hentij tartományának egyik járása. Területe 2553 km². Népessége kb. 1800 fő.
Székhelye, Ulán Ereg (Улаан Эрэг) 96 km-re fekszik Öndörhán tartományi székhelytől.